# PGC 6426
LEDA/PGC 6426 ist eine Galaxie mit aktivem Galaxienkern im Sternbild Fische auf der Ekliptik. Sie ist schätzungsweise 392 Millionen Lichtjahre von der Milchstraße entfernt und hat einen Durchmesser von etwa 45.000 Lichtjahren. Vom Sonnensystem aus entfernt sich das Objekt mit einer errechneten Radialgeschwindigkeit von näherungsweise 8.700 Kilometern pro Sekunde.
Im selben Himmelsareal befinden sich unter anderem die Galaxien IC 154, IC 156, PGC 6411, PGC 6438.